# Midlands de l'Est
Midlands de l'est o Midlands orientals (en anglès: East Midlands) és una de les nou regions oficials d'Anglaterra (NUTS de nivell I de la Unió Europea). Situada a la costa est la seva superfície total és de 15.627 km² i està formada pels comtats de Derbyshire, Leicestershire, Lincolnshire (excepte North and North East Lincolnshire), Northamptonshire, Nottinghamshire i Rutland. Segons el cens del 2011, té una població de més de 4, 5 milions d'habitants, sent així la vuitena regió més habitada.
Hi ha cinc centres urbans principals, Derby, Leicester, Lincoln, Northampton i Nottingham; i una sèrie de centres de primer nivell que inclouen Boston, Chesterfield, Corby, Grantham, Hinckley, Kettering, Loughborough, Mansfield, Newark-on-Trent i Wellingborough. La relativa proximitat de la regió a Londres i la seva connectivitat a les xarxes nacionals d'autopistes i carreteres troncals contribueixen que East Midlands prosperi com a centre econòmic. L'aeroport principal de la regió és l'aeroport d'East Midlands situat a 20 km de les ciutats d'Ashby, Derby, Ilkeston, Loughborough i Nottingham.